# Röfingen
Röfingen – miejscowość i gmina w Niemczech, w kraju związkowym Bawaria, w rejencji Szwabia, w regionie Donau-Iller, w powiecie Günzburg, wchodzi w skład wspólnoty administracyjnej Haldenwang. Leży około 12 km na wschód od Günzburga, przy autostradzie A8 i drodze B10.

## Demografia
| Rok  | Liczba mieszk. |
| ---- | -------------- |
| 1970 | 1 135          |
| 1987 | 1 099          |
| 2000 | 1 181          |

## Polityka
Wójtem gminy jest Michael Mayer, rada gminy składa się z 12 osób.
|      | CSU/FWV Röfingen/Roßhaupten | UW Röfingen/Roßhaupten | Razem |
| 2008 | 6                           | 6                      | 12    |
| 2002 | 5                           | 7                      | 12    |